# ناکون راتچاسیما
ناکون راتچاسیما (به تایلندی: โครถาช) یک شهر در تایلند است که در استان ناخون راتچاسیما واقع شده‌است.

## خصوصیات
ناخون راتچاسیما ۳۷٫۵ کیلومترمربع مساحت و ۱۶۶٬۲۱۷ نفر جمعیت دارد.